# Dachsberg (Südschwarzwald)

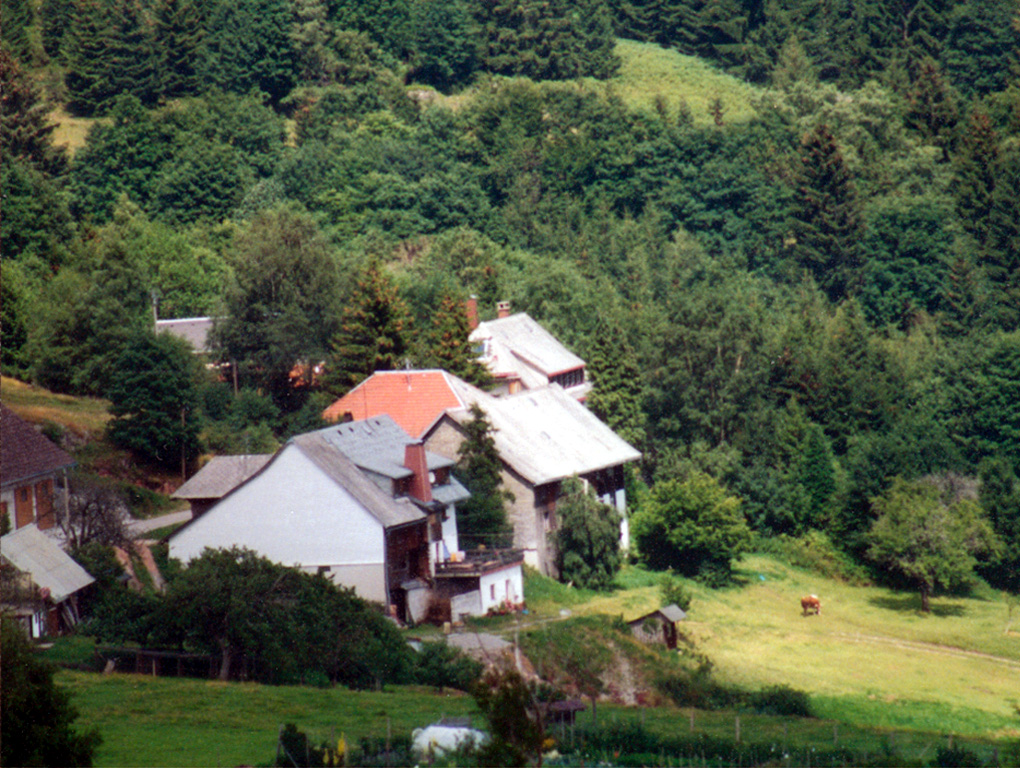
Schwand

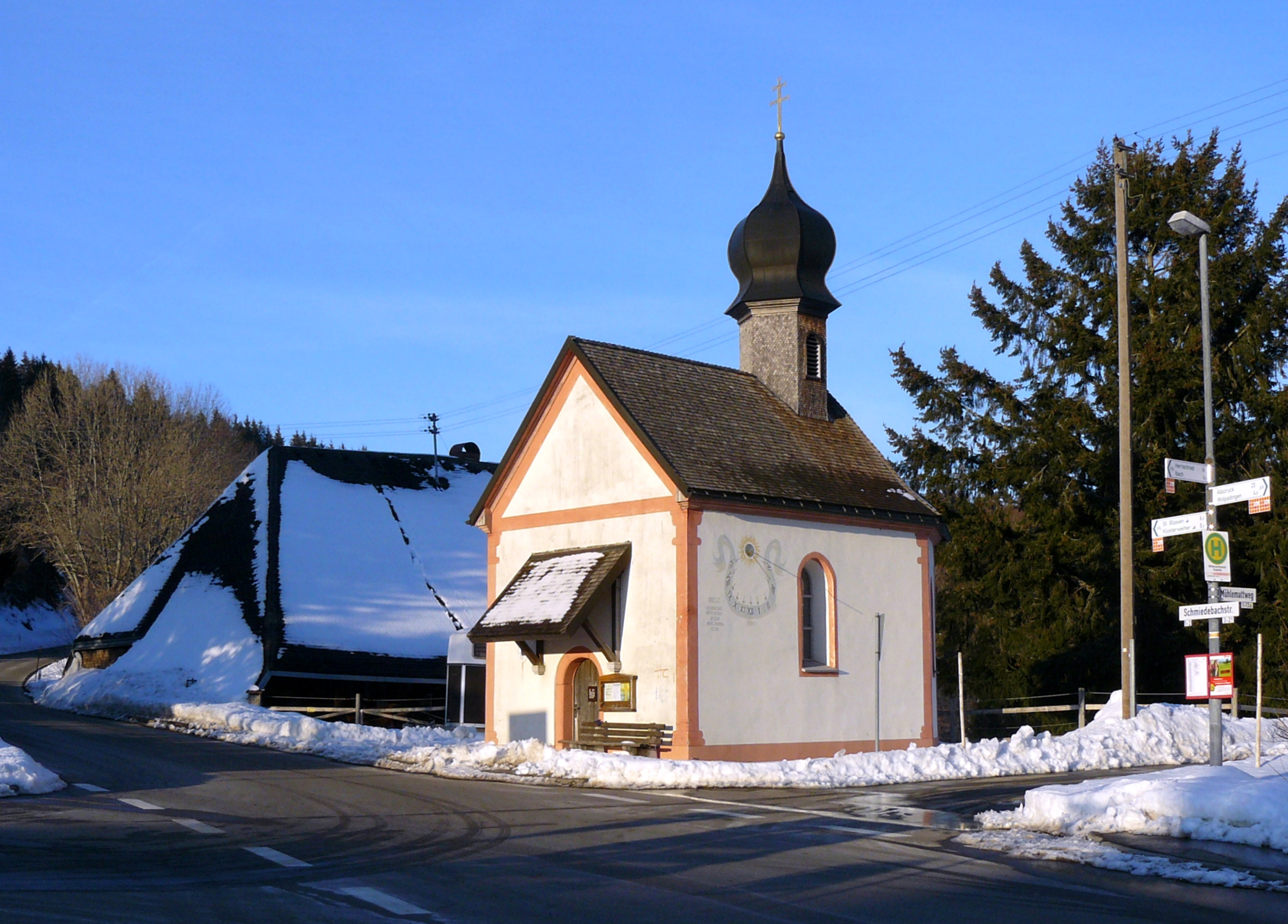
Andreaskapelle in Wittenschwand

Dachsberg (Südschwarzwald) ist eine Gemeinde im Landkreis Waldshut in Baden-Württemberg.

## Geographie

### Lage
Der staatlich anerkannte Erholungsort Dachsberg liegt im Hotzenwald im Südschwarzwald auf der Westseite des Albtals in 543 bis 1105 Meter Höhe. Die Dachsberglandschaft ist gekennzeichnet durch verschieden große Hochebenen, die terrassenartig gestuft nach Süden hin abfallen. Die meisten Ortsteile liegen auf solchen Hochebenen. Eine Ausnahme bildet der Ortsteil Oberkutterau, der im Albtal liegt und von Dachsberg aus mit dem Auto nur über Straßen des Nachbarortes St. Blasien erreichbar ist.
63 % der Gemeindefläche bestehen aus Wald.

### Schutzgebiete, Naturdenkmale
Auf dem Gemeindegebiet von Dachsberg liegen sowohl die Naturschutzgebiete
- Nr. 3012 – Horbacher Moor
- Nr. 3078 – Bruggmatt
- Nr. 3176 – Ennersbacher Moor
- Nr. 3244 – Rüttewies-Scheibenrain
- Nr. 3262 – Kirchspielwald-Ibacher Moos (teilweise), und
- Nr. 3270 – Friedrich-August-Grube. Hier liegt auch der Klosterweiher, der teilweise zum Gebiet gehört.

als auch das Landschaftsschutzgebiet
- 3.37.012 Dachsberg.

Teile dieser Schutzgebiete gehören sowohl zum 1842 Hektar großen FFH-Gebiet Nr. 8214-343 Oberer Hotzenwald, als auch zum 33516 Hektar großen Vogelschutzgebiet 8114-441 Südschwarzwald.
Auf der Gemarkung Dachsberg liegt außerdem das Naturdenkmal Bengelbruck.

### Nachbargemeinden
Die Gemeinde grenzt im Norden und Osten an die Stadt St. Blasien, im Süden an Albbruck, im Südwesten an Görwihl und im Nordwesten an Ibach.

### Gemeindegliederung
Die Gemeinde Dachsberg wurde 1971 aus den bis dahin selbständigen Gemeinden Urberg, Wittenschwand, Wolpadingen und Wilfingen und ihren zahlreichen Ortsteilen geschaffen. Der Name Dachsberg geht auf einen seit Jahrhunderten gebräuchlichen Gebietsnamen zurück.
| Wappen Urberg        | Urberg mit Schmalenberg, Rüttewies, Oberbildstein, Schwand, Oberkutterau, Urbergersäge und Höll |
| Wappen Wittenschwand | Wittenschwand mit Horbach, Laithe, Arnoldsloch und Ruchenschwand                                |
| Wappen Wolpadingen   | Wolpadingen mit Hierholz, Fröhnd, Finsterlingen und Ennersbach                                  |
| Wappen Wilfingen     | Wilfingen mit Happingen, Vogelbach und Hierbach                                                 |

## Geschichte
Die Besiedelung des heutigen Gemeindegebiets ging im 11. Jahrhundert teilweise vom Kloster St. Blasien, teilweise von weltlichen Herrschaften wie den Herren von Tiefenstein aus. Die vielen kleinen Orte und Weiler sind meist aus Einzelgehöften hervorgegangen. Über Jahrhunderte gehörte der nördliche Teil der heutigen Gemeinde, vor allem der Ortsteil Urberg, zum Zwing und Bann von St. Blasien; der südliche Teil bildete die Einung Wolpadingen der Grafschaft Hauenstein. Die Grenze verlief durch die Ortschaft Wittenschwand. Beide Gebiete waren Teil von Vorderösterreich. 1806 kamen sie zu dem neu geschaffenen Großherzogtum Baden.
Die heutige Gemeinde Dachsberg (Südschwarzwald) wurde am 1. Januar 1971 durch Vereinigung der Gemeinden Urberg, Wilfingen, Wittenschwand und Wolpadingen gebildet.

## Politik

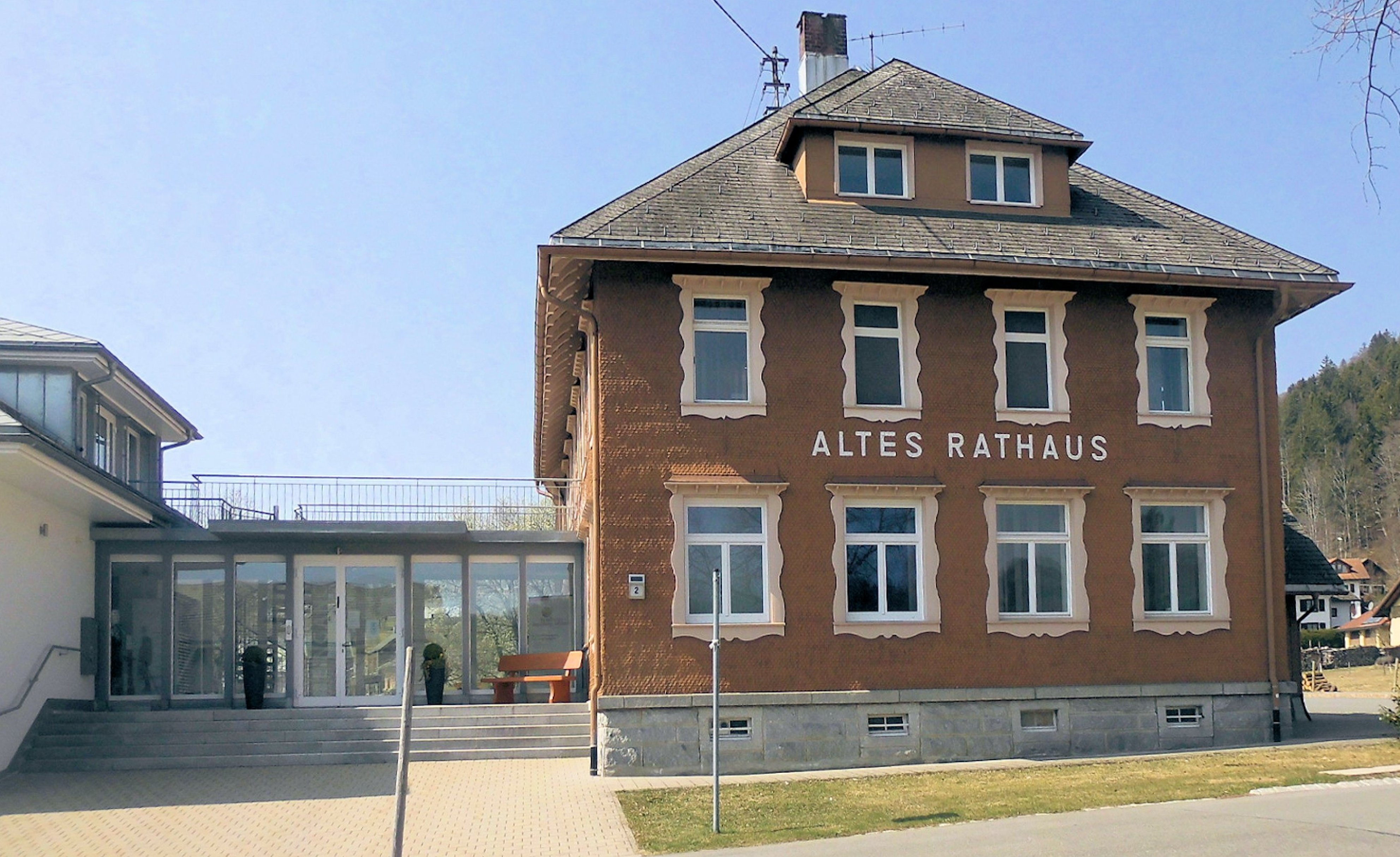
Altes Rathaus

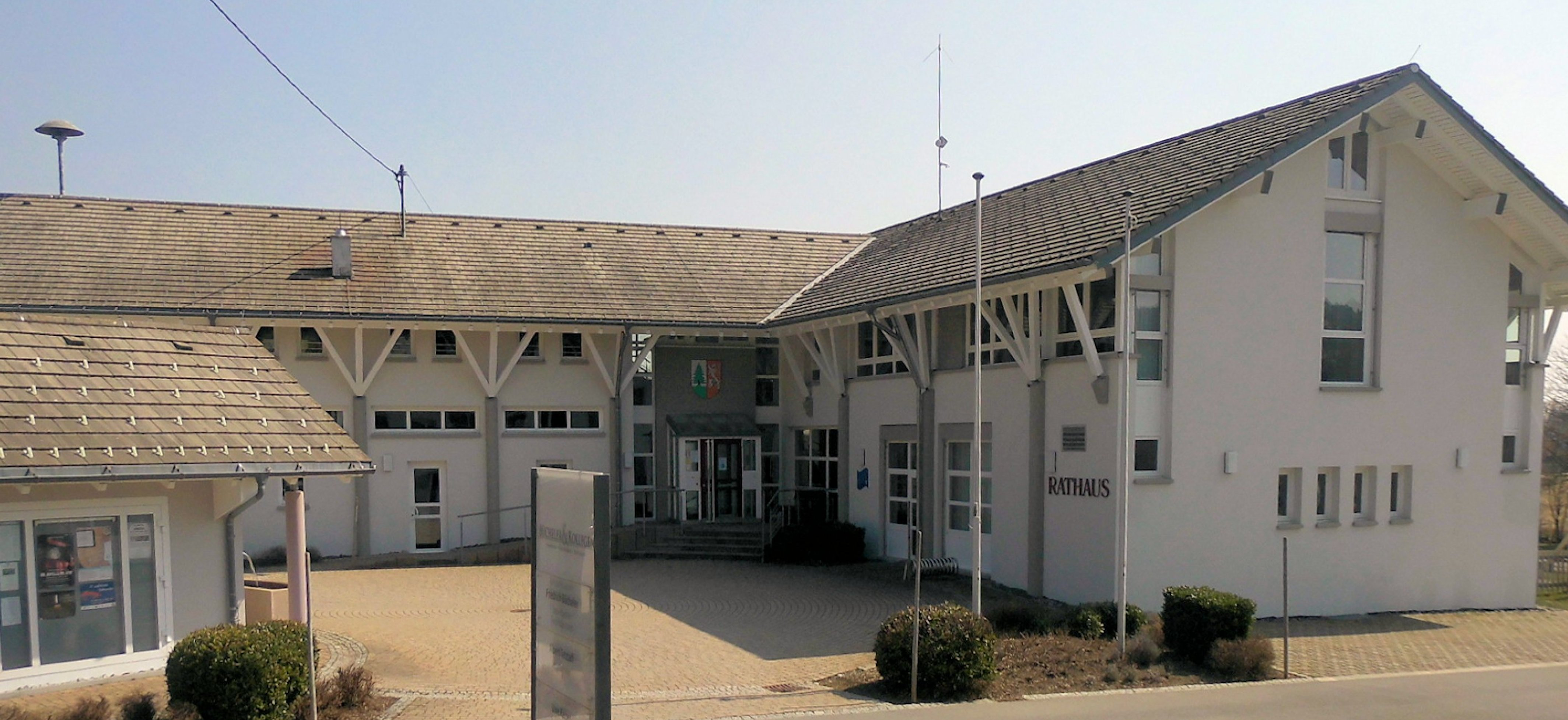
Neues Rathaus gegenüber dem alten

### Bürgermeister
Bürgermeister ist seit 2019 Stephan Bücheler, der seit 2025 zusätzlich Bürgermeister von Ibach ist. Von 1995 bis 2019 war Helmut Kaiser Bürgermeister, der von 2009 bis 2025 zudem Bürgermeister von Ibach war.

### Gemeinderat
Der Gemeinderat in Dachsberg besteht aus den 10 gewählten ehrenamtlichen Gemeinderäten und dem Bürgermeister als Vorsitzendem. Der Bürgermeister ist im Gemeinderat stimmberechtigt. Bei der Kommunalwahl am 9. Juni 2024 wurde der Gemeinderat durch Mehrheitswahl gewählt. Mehrheitswahl findet statt, wenn kein oder nur ein Wahlvorschlag eingereicht wurde. Die Bewerber mit den höchsten Stimmenzahlen sind dann gewählt.

### Verwaltung
Die Gemeinde Dachsberg gehört dem Gemeindeverwaltungsverband St. Blasien an. Der Sitz der Gemeindeverwaltung befindet sich im Ortsteil Wittenschwand.

### Wappen
| Wappen der Gemeinde Dachsberg im Südschwarzwald | Blasonierung: „In geteiltem Schild vorn in Silber (Weiß) auf grünem Dreiberg eine grüne Tanne mit schwarzem Stamm, hinten in Rot ein aufgerichteter, hersehender silberner (weißer) Löwe (Leopard).“ |
| Wappen der Gemeinde Dachsberg im Südschwarzwald | Wappenbegründung: Die Gemeinde wurde am 1. Januar 1971 aus Urberg, Wilfingen, Wittenschwand und Wolpadingen gebildet und nahm den Namen Dachsberg an nach der Einung Wolpadingen der Grafschaft Hauenstein, die auch Dachsberger Einung genannt wurde. Als Wappen wurde eine Kombination der Wappenbilder der Ortsteile gewählt. Die Tanne, bisher bereits im Wappen von drei der Gemeinden vertreten, erinnerte bei Wilfingen und Wolpadingen an deren Zugehörigkeit zur Grafschaft Hauenstein. Der Leopard entstammt dem Wappen der Edlen von Tiefenstein und ist im Wolpadinger Wappen vertreten. Das Geschlecht besaß im Gebiet von Dachsberg Vogteirechte und Güter, die im 13. Jahrhundert an St. Blasien übergingen. Der Dreiberg deutet die Lage der Gemeinde im Schwarzwald an. Das Wappen wurde vom Innenministerium am 2. November 1972 verliehen. |

## Sport
Am 29. Juli 1968 wurde der FC Dachsberg 1968 e. V. gegründet. Die Initiatoren bei der Vereinsgründung waren ehemalige Spieler des SV Albtal, die vom Dachsberg stammten und nach der Auflösung der Albtäler Fußballmannschaft einen eigenen Verein haben wollten. Die Vereinsanlage liegt in Wilfingen und hat, neben einem Rasenplatz, einen Hartplatz und ein Clubheim mit Alpenpanorama.
Im Februar 1999 ist bei einem Brand das ehemalige und selbst errichtete Clubheim bis auf die Grundmauern abgebrannt. Das neue Clubheim wurde, wie schon das vorherige, in kompletter Eigenregie von den Vereinsmitgliedern erbaut. Mehr als 12.000 Arbeitsstunden wurden unentgeltlich geleistet. Im Juni 2003 ist das neue Clubheim mit einem mehrtägigen Festakt eingeweiht worden.
Der Verein blickt auf eine sportlich erfolgreiche Zeit zurück. Man erlangte mehrere Meisterschaften (75/76, 77/78, 82/83, 05/06, 11/12) und Aufstiege (08/09, 22/23) mit der 1. Mannschaft.
Die Damenmannschaft ist zur Saison 2015/2016 an den Start gegangen. Die erste Meisterschaft gelang den dachsberger Damen in der Saison 2022/2023 unter ihrem damaligen Trainer Leon Gäng.
Der Verein hat aktuell zwei Herren- und eine Damen-Fußballmannschaften, die in der Kreisliga antreten.

## Wirtschaft
Die Landwirtschaft spielt keine große Rolle mehr, 2007 gab es noch acht Haupterwerbsbetriebe und 66 Nebenerwerbslandwirte. Die Mehrheit der Arbeitnehmer verdient ihren Lebensunterhalt außerhalb der Gemeinde. Mehrere Handwerksbetriebe (Schreiner, Elektriker, Maurer, Zimmerer, Sanitärtechnik, Kfz-Meisterbetriebe, Metallbearbeitung u. a.) und Dienstleister (Steuerberater, Rechtsanwalt, Architekten, Planungsbüro für Gebäudesystemtechnik, Fuhrunternehmer u. a.) stellen etwa 70 Arbeitsplätze in der Gemeinde. Daneben gibt es den Tourismus, der im weitesten Sinne einschließlich der Gastronomie etwa 30 Arbeitsplätze bietet. Dachsberg zählt jährlich rund 45.000 Übernachtungen, wovon 28.000 touristischen Ursprungs sind. Es stehen etwa 500 Gästebetten zur Verfügung. 17.000 Übernachtungen gehen auf Dauercamper auf dem Campingplatz, Zweitwohnsitze, den Jugendzeltplatz, betriebliche oder kirchliche Erholungs- und Seminarhäuser sowie Familienbesucher zurück. Dachsberg ist seit 1. Januar 2012 eines der vier Mitglieder der Tourismuskooperation FERIEN SÜDSCHWARZWALD der Kur- und Erholungsorte Höchenschwand, Dachsberg, Weilheim und Ibach. Es gehört auch der zum 1. Juli 2012 gegründeten Tourismuskooperation FERIENWELT SÜDSCHWARZWALD an, die aus den 14 Orten Albbruck, Bad Säckingen, Bernau, Dachsberg, Görwihl, Herrischried, Höchenschwand, Ibach, Laufenburg, Murg, Rickenbach, Todtmoos, Wehr und Weilheim besteht.

## Veranstaltungen
Seit 1953 findet jährlich das Internationale Dachsbergturnfest statt, ein Bergsportfest auf dem Dachsberg, das Sportler aus Deutschland und den Nachbarländern anzieht.
Seit 1996 findet auf dem Waldsportplatz in Wolpadingen alljährlich das Kohlenmeilerfest statt. Brauchtumsköhler bauen einen Original Schwarzwälder Rundmeiler auf, setzen ihn in Glut und lassen ihn kontrolliert verkohlen. Die Kohlenernte findet nach dem Auskühlen zu einem späteren Zeitpunkt statt.